# قولة (شارع بالقاهرة)
شارع قولة أحد شوارع حي عابدين في مدينة القاهرة في مصر.
يربط بين «شارع الجمهورية» من جهة قصر عابدين وينتهى مع تقاطع «شارع عبد الدايم» عند برج الأطباء حيث يبدأ امتداد الشارع باسم «شارع محمد محمود» وينتهى عند ميدان التحرير.

## أم كلثوم
يوجد بشارع قوله المنزل رقم (1) وكانت تقطن به «سيدة الغناء العربي» أم كلثوم في بداية انتقالها إلى القاهرة لبدء مشوارها الفني وقبل أنتقالها إلى الزمالك.